# Gaurotes perforata
Gaurotes perforata là một loài bọ cánh cứng trong họ Cerambycidae.